# Fritzscheit
Fritzscheit ist ein sehr selten vorkommendes Mineral aus der Mineralklasse der „Oxide und Hydroxide“ (ehemals „Phosphate, Arsenate, Vanadate“). Es kristallisiert im orthorhombischen Kristallsystem mit der chemischen Zusammensetzung Mn[UO2|VO4]2·4H2O. Da allerdings der Vanadatkomplex VO4 teilweise durch einen entsprechenden Anteil des Phosphatkomplexes PO4 diadoch ersetzt werden kann, wird in verschiedenen Quellen auch die Formel Mn2+(UO2)2(VO4,PO4)2·4H2O angegeben.
Fritzscheit entwickelt meist durchscheinende bis durchsichtige Kristalle von blättrigem bis tafeligem Habitus und rötlichbrauner bis roter Farbe bei bräunlichweißer Strichfarbe. Die Kristallflächen weisen einen glas- bis perlmuttartigen Glanz auf.

## Etymologie und Geschichte
Erstmals entdeckt wurde das Mineral 1865 in der zur Gewerkschaft Vereinigt Feld im Fastenberg gehörigen Georg-Wagsfort-Fundgrube in Wittigsthal bei Johanngeorgenstadt im Erzgebirge (Sachsen) und beschrieben durch August Breithaupt, der es zu Ehren von Carl Julius Fritzsche (1808–1871), einem deutschen Chemiker und Professor der Universität St. Petersburg, Fritzscheit nannte.
Da zur Analyse der chemischen Zusammensetzung auch Proben aus Nejdek (Neudek) im Erzgebirge in der tschechischen Region Karlovarský kraj (Karlsbad) verwendet wurde, gilt auch dieser Fundort als Typlokalität.
Typmaterial des Minerals wird im Naturhistorischen Museum Wien in Österreich unter der Katalog-Nr. Aa 5699 aufbewahrt.

## Klassifikation
In der veralteten 8. Auflage der Mineralsystematik nach Strunz gehörte der Fritzscheit zur Mineralklasse der „Phosphate, Arsenate, Vanadate“ und dort zur Abteilung „Wasserhaltige Phosphate, Arsenate und Vanadate mit fremden Anionen“, wo er gemeinsam mit Autunit, Bassetit, Heinrichit, Kahlerit, Kirchheimerit, Natrouranospinit, Nováčekit, Sabugalit, Saléeit, Torbernit (auch Uranit), Uramphit, Uranocircit, Uranospathit, Uranospinit und Zeunerit in der „Uranit-Reihe“ mit der Systemnummer VII/D.20a steht.
In der zuletzt 2018 überarbeiteten Lapis-Systematik nach Stefan Weiß, die formal auf der alten Systematik von Karl Hugo Strunz in der 8. Auflage basiert, erhielt das Mineral die System- und Mineralnummer VII/E.01-060. Dies entspricht der Abteilung „Uranyl-Phosphate/Arsenate und Uranyl-Vanadate mit [UO2]2+–[PO4]/[AsO4]3− und [UO2]2+–[V2O8]6−, mit isotypen Vanadaten (Sincositreihe)“, wo Fritzscheit zusammen mit Autunit, Heinrichit, Kahlerit, Natroautunit (D), Nováčekit, Rauchit, Sabugalit, Saléeit, Torbernit, Trögerit, Uranocircit, Uranospinit und Zeunerit die „Autunitgruppe“ mit der Systemnummer VII/E.01 bildet.
Die von der International Mineralogical Association (IMA) zuletzt 2009 aktualisierte 9. Auflage der Strunz’schen Mineralsystematik ordnet den Fritzscheit dagegen in die Klasse der „Oxide und Hydroxide“ und dort in die Abteilung der „V[5,6]-Vanadate“ ein. Diese ist weiter unterteilt nach der Kristallstruktur, so dass das Mineral entsprechend seinem Aufbau in der Unterabteilung „Uranyl-Gruppenvanadate (Sorovanadate)“ zu finden ist, wo es zusammen mit Curienit und Francevillit die „Francevillitgruppe“ mit der System-Nr. 4.HB.15 bildet.
In der vorwiegend im englischen Sprachraum gebräuchlichen Systematik der Minerale nach Dana hat Fritzscheit die System- und Mineralnummer 40.02a.25.01. Das entspricht wie in der veralteten 8. Auflage nach Strunz der Klasse der „Phosphate, Arsenate und Vanadate“ und dort der Abteilung „Wasserhaltige Phosphate etc.“. Hier findet er sich innerhalb der Unterabteilung „Wasserhaltige Phosphate etc., mit A2+(B2+)2(XO4) × x(H2O), mit (UO2)2+“ als einziges Mitglied in einer unbenannten Gruppe mit der Systemnummer 40.02a.25.

## Kristallstruktur
Fritzscheit kristallisiert orthorhombisch in der Raumgruppe Pnam (Raumgruppen-Nr. 62, Stellung 6) mit den Gitterparametern a = 10,59 Å; b = 8,25 Å und c = 15,54 Å sowie 4 Formeleinheiten pro Elementarzelle.

## Eigenschaften
Das Mineral ist durch seinen Urangehalt von bis zu 47,65 % stark radioaktiv und weist eine spezifische Aktivität von etwa 85 kBq/g auf (zum Vergleich: natürliches Kalium 0,0312 kBq/g).

## Bildung und Fundorte
Über die genauen Bildungsbedingungen ist nichts bekannt, gefunden wurde der Fritzscheit allerdings in Hämatit-Lagerstätten.
Als sehr seltene Mineralbildung wurde Fritzscheit nur in wenigen Proben aus weniger als 10 Fundorten nachgewiesen. Neben seinen Typlokalitäten Georg-Wagsfort-Fundgrube in Deutschland und Nejdek in Tschechien konnte das Mineral bisher (Stand 2017) nur noch im Bergbaurevier Schneeberg im Erzgebirge (Deutschland), Přebuz (Frühbuß in Karlsbad, Tschechien) sowie bei Autun in der französischen Region Burgund gefunden werden.

## Vorsichtsmaßnahmen
Aufgrund der Toxizität und der Radioaktivität des Minerals sollten Mineralproben vom Fritzscheit nur in staub- und strahlungsdichten Behältern, vor allem aber niemals in Wohn-, Schlaf- und Arbeitsräumen aufbewahrt werden. Ebenso sollte eine Aufnahme in den Körper (Inkorporation, Ingestion) auf jeden Fall verhindert und zur Sicherheit direkter Körperkontakt vermieden sowie beim Umgang mit dem Mineral Atemschutzmaske und Handschuhe getragen werden.